# Sadem
La SADEM (Società Autotrasporti dell'Europa Meridionale) è una società privata che gestisce servizi di trasporto pubblico in Piemonte.
La società ha sede a Grugliasco e, dal 2005, è parte del Gruppo Arriva. Nel 2021 è stata incorporata in Arriva Italia. 

## Storia
L'azienda venne fondata nel 1941 in Dalmazia e Montenegro come Società Autotrasporti Dalmazia e Montenegro, venne trasferita successivamente a Torino per volontà della dirigenza FIAT, allora massimo azionista della società.
Nel dopoguerra, l'azienda incrementò notevolmente la sua flotta, occupandosi di collegamenti automobilistici tra le principali città del Nord Italia, territorio allora devastato dalla guerra.
Negli anni ottanta, la FIAT cedette la SADEM, la SAVDA e la SAPAV ad una cordata di imprenditori, che ancora oggi si occupa della dirigenza dell'azienda.
Dal 2005, SADEM e SAPAV entrarono a far parte del gruppo Arriva, leader europeo nel trasporto pubblico di persone.
Nel 2010, la SADEM incorporò la SAPAV di Pinerolo, divenendo una delle più grandi aziende di trasporto pubblico in Piemonte.
A partire dal 1º gennaio 2021, la SADEM è stata fusa per incorporazione in Arriva Italia, che la sostituisce come operatore del servizio. 

## Servizi
Oltre ai servizi di trasporto pubblico locale, la SADEM effettuava anche collegamenti diretti da Torino agli aeroporti di Caselle e di Milano Malpensa.
Con la collaborazione della SAVDA, società del Gruppo Arriva che opera in Valle d’Aosta, la SADEM effettuava anche collegamenti con le località sciistiche valdostane.